# Festuca tristis
Festuca tristis là một loài thực vật có hoa trong họ Hòa thảo. Loài này được Krylov & Ivanitzk. mô tả khoa học đầu tiên năm 1928.